# Валентиниан II
Флавий Валентиниан Млади (на латински: Flavius Valentinianus Iunior), или също Валентиниан II, е император на Западната римска империя, син на император Валентиниан I и втората му жена Юстина.
След смъртта на Валентиниан I на 17 ноември 375 г., управлението на Западната империя наследява 16-годишният Грациан, полубрат на едва 4-годишния Валентиниан Млади, който обаче почти веднага е издигнат за съимператор, по настояване на дунавските легиони, намиращи се в Панония. За да избегне гражданска война Грациан приема малолетния Валентиниан II за свой колега.
Западната империя формално е разделена между между двамата братя: Грациан управлява Испания, Галия и Британия, а Валентиниан II получава Италия, Илирик и Африка. Източната империя продължава да се намира под властта на Валент, чичо на Грациан и Валентиниан Млади.

## Съимператор на запад
Императорският двор на младия Валентиниан се установява в Медиолан, дн. Милано, Северна Италия. Поради своята възраст Валентиниан II няма реален контрол над управлението и се намира под влиянието на майка си Юстина. Последователка на арианството, императрицата влиза в религиозен конфликт с епископа на Милано, Амвросий Медиолански, авторитетен поддръжник на никейското православие.

### Гражданска война
За няколко години Валентиниановата династия губи своето върховенство в империята - през 378 г. Валент загива в катастрофалната битка при Адрианопол, а през 383 г. Грациан става жертва на военен преврат в Галия, където местните армии издигат военачалника Магн Максим като претендент за трона. Настойниците на Валентиниан II постигат мирно споразумение с узурпатора, което оставя Италия и африканските провинции под номиналната власт на непълнолетния император, докато в същото време Максим е признат за владетел в Галия, Британия и Испания.
Използвайки като предлог про-арианската политика на правителството в Милано, през 387 г. Магн Максим подновява военните действия, напада и прогонва от Италия Валентиниан II, който търси убежище в Тесалоника при своя съюзник, източния император Теодосий I. Също както узурпатора Магн Максим, Теодосий е поддръжник на никейското християнство и е против арианството, изповядвано от Валентиниан II. Независимо от това политическите съображения надделяват и Теодосий се съгласява да започне военна интервенция на запад в помощ на законния Валентинианов наследник.
В започналата война между Източната и Западната империя, Теодосий I настъпва в Илирик и Италия, побеждава Магн Максим и възстановява правата и владенията на Валентиниан II (388 г.). Съюзът между западния и източния двор е скрепен чрез брак между Теодосий и Гала, сестра на Валентиниан Млади. След това Теодосий остава няколко години на запад, за да уреди администрацията и поставя свои доверени хора на повечето постове, в резултат на което арианската партия губи позиции в управлението.

### Край на управлението
Сред водовъртежа на политическите борби младият владетел остава една незабележителна марионетка, зависима от по-силните фигури около него. След като се завръща на запад, той установява двора си във Виен, Галия, но главният военачалник – франкът Арбогаст фактически контролира армията и държи властта. Между него и Валентиниан II, който не приема подчиненото си положение, назрява конфликт. Императорът уволнява своя magister militum при бурен скандал, но скоро след това е намерен обесен в резиденцията си (15 май 392 г.), несъмнено жертва на заговор от страна на Арбогаст, въпреки съмненията за самоубийство.